# Tajemnica zawodowa (serial telewizyjny)
Tajemnica zawodowa – polski serial obyczajowo-kryminalny, udostępniany na platformie VOD Player oraz emitowany na antenie TVN od 17 lutego 2021 do 6 listopada 2022.

## Fabuła
Prawniczka Julia Żurawska (Magdalena Różczka) po oskarżeniu męża Andrzeja (Cezary Pazura), który jest lekarzem, stara się oczyścić go z zarzutów kryminalnych.
Julii udaje się wydostać z toksycznego związku. Wolność ma jednak swoją cenę - były mąż, którego broniła, staje się jej wrogiem.

## Obsada
| Aktor              | Rola                           | Lata występowania      |
| ------------------ | ------------------------------ | ---------------------- |
| Magdalena Różczka  | Julia Żurawska                 | 2021–2022 (1–2. sezon) |
| Cezary Pazura      | Andrzej Żurawski               | 2021–2022 (1–2. sezon) |
| Piotr Stramowski   | Paweł Miller                   | 2021–2022 (1–2. sezon) |
| Tamara Arciuch     | Monika Litwin                  | 2021–2022 (1–2. sezon) |
| Anna Dereszowska   | Kinga Górska                   | 2021–2022 (1–2. sezon) |
| Andrzej Zieliński  | Wiktor Bielski                 | 2021–2022 (1–2. sezon) |
| Justyna Zielska    | Paula Żurawska                 | 2021–2022 (1–2. sezon) |
| Antonina Litwiniak | Lena Żurawska                  | 2021–2022 (1–2. sezon) |
| Marcin Piętowski   | Łukasz Madej                   | 2021–2022 (1–2. sezon) |
| Dariusz Biskupski  | Krzysztof Brodnicki            | 2021–2022 (1–2. sezon) |
| Marta Klubowicz    | profesor Olga Lipska           | 2021–2022 (1–2. sezon) |
| Dariusz Jakubowski | profesor Adam Birut            | 2021–2022 (1–2. sezon) |
| Adrian Zaremba     | stażysta Michał Różalski       | 2021–2022 (1–2. sezon) |
| Laura Breszka      | aplikantka Ada Wójcik          | 2021–2022 (1–2. sezon) |
| Mateusz Bieryt     | informatyk Tymon               | 2021–2022 (1–2. sezon) |
| Andrzej Niemirski  | mecenas Litwin, ojciec Moniki  | 2021–2022 (1–2. sezon) |
| Amelia Żuchowska   | Ninka Miller                   | 2021–2022 (1–2. sezon) |
| Grzegorz Kwiecień  | policjant „Chudy”              | 2021–2022 (1–2. sezon) |
| Katarzyna Herman   | prokurator Gabi Wolska         | 2021–2022 (1–2. sezon) |
| Wiktoria Gorodecka | Ewa Dobrzyńska                 | 2021–2022 (1–2. sezon) |
| Zofia Zborowska    | aplikantka Łucja „Lucy” Darska | 2021 (1. sezon)        |
| Andrzej Deskur     | Dariusz Jóźwiak                | 2021 (1. sezon)        |
| Dorota Chotecka    | Krystyna Dobrzyńska-Król       | 2022 (2. sezon)        |
| Mateusz Rusin      | Tomasz Górski, brat Kingi      | 2022 (2. sezon)        |
| Karolina Porcari   | Hanna Fijał                    | 2022 (2. sezon)        |
| Marcin Czarnik     | komendant Piotr Kępa           | 2022 (2. sezon)        |
| Błażej Peszek      | Dominik Jedliński              | 2022 (2. sezon)        |
| Agnieszka Judycka  | Maria Jedlińska                | 2022 (2. sezon)        |

## Spis serii
| Seria       | Seria | Sezon           | Odcinki    | Premiera serii   | Finał serii      | Pora emisji | Stacja/platforma | Średnia oglądalność |
| ----------- | ----- | --------------- | ---------- | ---------------- | ---------------- | ----------- | ---------------- | ------------------- |
|             | 1.    | wiosna 2021     | 1–10 (10)  | 17 lutego 2021   | 21 kwietnia 2021 | środa 21.30 | TVN              | 1,119 mln           |
|             | 2.    | wiosna 2022     | 11–20 (10) | 22 lutego 2022   | 26 kwietnia 2022 | wtorek      | Player           | bd.                 |
| jesień 2022 | 2.    | 4 września 2022 | 11–20 (10) | 6 listopada 2022 | niedziela 21.35  | TVN         | 632 tys.         |                     |

## Produkcja i odbiór
Zdjęcia do serialu rozpoczęły się w listopadzie 2020. Serial nagrywano w Warszawie. 
Pierwszy odcinek produkcji na antenie TVN obejrzało średnio 1,12 mln widzów. Średnia trzech pierwszych odcinków w telewizji wyniosła 1,17 mln. Cały sezon serialu obejrzało 1,12 mln widzów. 
Serial został doceniony przez dziennikarzy za połączenia wątków prawniczych z medycznymi, a także ciekawie napisane charaktery bohaterów.
W lipcu 2021 potwierdzono drugi sezon serialu, którego premiera według początkowych, nieoficjalnych planów miała odbyć się jesienią tego samego roku. Ostatecznie odbyła się ona 22 lutego 2022 na platformie VOD Player. Oglądalność sezonu na antenie stacji TVN jesienią tego samego roku wyniosła 632 tys. widzów.